# Bon Secour
Bon Secour ist ein census-designated place (CDP) im Baldwin County im Bundesstaat Alabama in den Vereinigten Staaten. Das U.S. Census Bureau hat bei der Volkszählung 2020 eine Einwohnerzahl von 1.754 ermittelt.
Der Ort wurde 2005 vom Hurrikan Katrina getroffen.

## Geographie
Bon Secour liegt im Südwesten Alabamas im Süden der Vereinigten Staaten. Es befindet sich etwa 4 Kilometer östlich des Bon Secour Bay, einem an den Mobile Bay angrenzenden Bay, sowie 8 Kilometer nördlich des Golf von Mexiko. Etwa 9 Kilometer südwestlich des Ortes befindet sich auf einer Halbinsel das Bon Secour National Wildlife Refuge.
Nahegelegene Orte sind unter anderem Gulf Shores (1 km südöstlich), Foley (4 km nordöstlich), Orange Beach (8 km südöstlich), Magnolia Springs (9 km nördlich) und Elberta (16 km nordöstlich). Die nächste größere Stadt ist mit 195.000 Einwohnern das etwa 45 Kilometer nordwestlich entfernt gelegene Mobile.

## Geschichte
Im späten 19. Jahrhundert war Bon Secour ein französisches Fischerdorf. 1875 wurde ein Postamt eröffnet. Bereits seit den 1890er Jahren sind Fischereien hier aktiv.
In den vergangenen Jahrzehnten wurde der Ort mehrfach von starken Hurrikans getroffen: 1979 von Hurrikan Frederic, 2004 von Hurrikan Ivan und 2005 von Hurrikan Katrina. Letzterer gilt als eine der verheerendsten Naturkatastrophen in der Geschichte der Vereinigten Staaten. 2010 wurde die lokale Umwelt und Wirtschaft durch die Ölpest im Golf von Mexiko schwer geschädigt.
Vier Häuser in Bon Secour sind im National Register of Historic Places (NRHP) eingetragen (Stand 30. Juni 2019), darunter das Orrell House.

## Verkehr
Etwa 4 Kilometer östlich des Ortes verläuft die Alabama State Route 59, 10 Kilometer nördlich außerdem der U.S. Highway 98, der etwa 40 Kilometer nördlich einen Anschluss an den U.S. Highway 31, U.S. Highway 90 und Interstate 10 herstellt.
Etwa 3 Kilometer südöstlich des Ortes befindet sich der Jack Edwards Airport, 12 Kilometer nördlich außerdem der Foley Municipal Airport und 21 Kilometer nordwestlich der H. L. Sonny Callahan Airport.

## Demographie
Die Volkszählung 2000 ergab eine Einwohnerzahl von 302, verteilt auf 148 Haushalte. Die Bevölkerungsdichte lag bei 89 Menschen pro Quadratkilometer. 96,4 % der Bevölkerung waren Weiße und 1,7 % Indianer. 0,3 % entstammten einer anderen Ethnizität, 1,7 % hatten zwei oder mehr Ethnizitäten, 1 % waren Hispanics oder Lateinamerikaner jedweder Ethnizität. Auf 100 Frauen kamen 89 Männer. Das Durchschnittsalter lag bei 37 Jahren.
Bis zur Volkszählung 2010 stieg die Einwohnerzahl um mehr als 220 % auf 743.